# Lindbergella sintenisii
Lindbergella sintenisii — монотипний вид рослин з родини тонконогові (Poaceae), ендемік Кіпру. Рід названо на честь фінського ботаніка шведського походження Гаральда Ліндберга (швед. Harald Lindberg (1871–1963)).

## Опис
Однорічна рослина. Стебла лежачі, завдовжки 8–21 см. Лігула 2–3 мм завдовжки. Листова пластина завдовжки 2–6 см, 1–2 мм ушир, верхівка загострена. Суцвіття — відкрита яйцеподібна волоть, 2–11 см × 1–9 см; первинні гілочки волоті розлогі. Колосочки одиничні; родючі колосочки мають стебельце. Плід — зернівка. 

## Поширення
Ендемік Кіпру.
Вид поширений на всьому гірському хребті Троодос від 600 до 1825 м над рівнем моря. Зростає на магматичних скелястих гірських схилах, на щебенистих схилах, на галявинах соснових лісів, а також у маквісі.

## Загрози та охорона
Діяльність лісового господарства впливає на деякі популяції, але це не вважається значним.
Більша частина населення виду зростає в природоохоронних територіях.